# 蘇聯交通
蘇維埃社會主義共和國聯盟的交通運輸是蘇聯經濟的重要組成部分。從1920年代末開始的經濟集中化展開了大規模且迅速的基礎設施建設，使蘇聯交通運輸快速進步，但停滯時代的政府政策對交通運輸的投資很少，加上基礎設施逐漸老舊、政府腐敗和政策失誤，蘇聯的交通運輸開始出現大量問題。儘管後期有所改善，民眾對交通基礎設施和服務的要求也逐步上升，但蘇聯還是無法滿足人民日益增長的需求。
蘇聯公路網非常不發達，主要城市以外經常出現泥土道路，這也導致只有0.8%的蘇聯人口擁有汽車，民眾對於大眾運輸的需求也因此不斷增長。鐵路是蘇聯最主要的交通運輸方式，營運路程僅次於美國，電氣化鐵路長度居世界首位。在官方的積極扶持下，蘇聯民航業的主體俄羅斯航空是世界上最大的的航空公司，但其服務不佳且效率低下。另外蘇聯的商船隊是世界上最大的商船隊之一。

## 鐵路
蘇聯擁有147,400公里的非工業鐵路網，其中53,900公里電氣化。
第二次世界大戰後，蘇聯的鐵路網成為世界上最發達的鐵路之一，甚至超過第一世界，蘇聯鐵路系統的規模不斷擴大，從1965年到1980年以每年639公里的速度增長，而第一世界國家的鐵路運輸業反而停滯不前或下降。這種穩定增長可以解釋為該國需要開採自然資源，鐵路大部分位於西伯利亞附近，火車通常運載煤炭、石油、木材和建築材料（主要是石頭、水泥和沙子）。蘇聯鐵路也是當時電氣化程度最高的鐵路系統。

### 地鐵
蘇聯的捷運系統被認為是最快、最乾淨、最便宜的城市交通方式，政府可以將資源從汽車產業分配給捷運部門，節省大量的汽油和柴油。由於快速交通系統營運成本低且耗能低，因此蘇聯建立了20座快速交通系統，蘇聯解體時還有另外9座正在興建。

## 公路
蘇聯擁有1,757,000公里的公路網，其中1,310,600公里是鋪面道路，446,400公里是泥土道路，與蘇聯的鐵路運輸或第一世界的公路運輸相比，蘇聯公路運輸在蘇聯經濟中的作用很小。直到後期由於公路運輸在區域經濟中至關重要，蘇聯才將重點放在道路建設和維護上。
公路運輸整體落後於鐵路運輸，1982年汽車運輸的平均距離為16.4公里，而鐵路運輸的平均距離為每噸930公里，水運平均為每噸435公里。
蘇聯只有極少數人擁有汽車，由於普遍缺乏私人交通工具，因此大多數蘇聯民眾會選擇乘坐公共交通工具。汽車的產量在1970年代後期急劇增加，從1924年到1971年，蘇聯生產了100萬輛汽車，而1971年到1976年生產了200萬輛汽車。

## 空運
蘇聯國土覆蓋地球陸地面積的六分之一，在1920年代初期，蘇聯政府決定投資航空業，認為在蘇聯擴張的情況下，航空業不僅會使旅行更有效率，更有助於發展這個國土廣大的國家。當時大多數旅行都需要乘坐汽車或火車，而廣袤的土地缺乏公路和鐵路，極端的氣候條件也使旅行和建設限制重重，蘇聯北部和東部的許多領土在一年中的大部分時間裡完全無法進入。蘇聯政府因此認為興建一系列分散在偏遠地區的機場比建造數千公里的公路和鐵路更具經濟效率。
Aeroflot，意指機隊，也就是現今的俄羅斯航空，成立於1932年3月，其成立目的是營運和維護航空運輸系統、提供如航空測量、森林滅火、農藥噴灑、冰面巡邏、石油勘探等航空勤務，是唯一的國有航空公司，Aeroflot在沒有任何競爭對手的情況下營運，並根據蘇聯中央政府的計劃進行擴張。1936年，Aeroflot開通國際航線，往返莫斯科和布拉格。1939年，Aeroflot的空運量超過美國。交通規劃官員試圖為每個城市建立定期航空服務，到1968年，在蘇聯工程師幫助下開創了噴氣式飛機時代之後，Aeroflot及其子公司往返於3,500個城市和城鎮，基本上每架獲准在蘇聯飛行的非軍用飛機都是Aeroflot旗下的飛機。但其安全聲譽也非常不佳，自1932年成立以來發生超過4500起事故，乘客抱怨等待時間長、售票處服務差、候機區設計不良、食品及廁所設施不足、機艙沒有空調，甚至因為燃料和零件短缺導致航班延誤或取消。

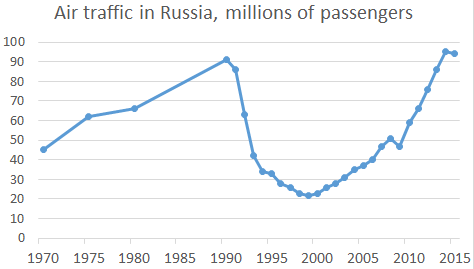
1970年至2015年的俄羅斯空運量。

1980年代中期，經濟改革為俄羅斯航空帶來成長。1991年蘇聯解體後，外國航空公司獲准在俄羅斯降落，俄羅斯航空則分為數個公司，並且私有化。

### 機場
蘇聯有7192個機場，其中1163個有鋪設跑道。1980年代，大多數機場都存在容量問題，例如利沃夫機場，其單日旅客量理論上是200 名，但實際上平均每天必須處理840名乘客。另一個問題是現代化，謝列梅捷沃國際機場是蘇聯當時唯一完全電腦化的機場。

## 水運
蘇聯擁有42,777公里長的海岸線和1,565艘商船，海洋航行產業由蘇聯海運部控制。

### 商船
俄羅斯帝國將大部分投資集中在建造新的造船設施上，而不是擴大商船數量，1913年，85%的商船都是外國建造的，這政策延續到第二次世界大戰前的蘇聯。在史達林政府時代，商船不被重視，因為蘇聯主要與鄰近的東方集團進行貿易。史達林於1953年去世後，蘇聯領導人開始增加與非共產國家的交流，尤其是跨大陸的貿易，商船隊從1950年代初期的200萬載重噸增加到1968年的1200萬載重噸，到1974年達到1410萬載重噸，約佔世界總量的3%。
雖然蘇聯商船在技術上已經過時，但它仍然抱有穩定的貨物量，蘇聯商船技術落後的原因是第一世界對蘇聯航運的抵制，這導致蘇聯與國際航運業隔絕，忽略集裝箱等重要技術創新。在戈巴契夫政府時代，蘇聯成為世界上最大的新船買家。另外由於其海軍的規模，蘇聯政府提倡傳統的航行自由。
到1990年，蘇聯擁有擁有2400多艘各種類型的船隻，船隻數量居世界第二，運載能力居世界第七。

### 港口
蘇聯70個港口中，有26個主要港口，主要港口有11個是內陸港口，但照世界標準，沒有一個港口可以被用作主要港口， 1980年代，大多數蘇聯港口在技術上都落後於第一世界，此外蘇聯擁有過剩的港口工人，如果引進先進技術，將導致大量工人失業。在蘇聯東北部地區，大多數港口會因氣候寒冷而關閉。

## 管線
蘇聯在其鼎盛時期擁有82,000公里的原油管道網絡和206,500公里的天然氣管道。布里茲涅夫政府在1970年代積極關注國家管道系統，到1970年代後期，蘇聯有世界上最大的管道網絡，石油和天然氣的平均移動距離從1970年的80公里增加1988年的2,350公里。但就像蘇聯其它的經濟部門一樣，糟糕的營運導致產業惡化。到1980年代後期，只有1,500公里的管道正常維護，是最低要求的一半，管道故障成為蘇聯管線的一個明顯特徵。此外，儲存設施不足以應對不斷增長的蘇聯石油供應。1990年，輸油管道破裂率達到歷史最高，該年有15%的故障率。

### 書目
- Wilson, David. . Taylor & Francis. 1983. ISBN 978-0-7099-2704-4.
- IMF.  3. 國際貨幣基金會. 1991. ISBN 978-92-64-13468-3.